# 맷 마슈즈
맷 마슈즈(Mat Mathews, 본명: Mathieu Hubert Wijnandts Schwarts, 1924년 6월 18일 ~ 2009년 2월 12일)는 재즈에서 파퓰러에 이르기까지 폭넓은 활동을 한 아코디언 주자이다. 네덜란드의 헤이그에서 태어났다. 소년시절에 독일에서 연주하였으며 제2차대전 후에는 영국에서 재즈를 연주하였다. 1952년에 도미하여 그 신선한 연주로 호평을 받았다. 재즈맨과 공연한 레코드도 많으며 재즈의 입장에서 본다면 반 담보다 선배라고 하겠으나 나중에는 무드 음악을 많이 연주하였다.